# エヴェリン・ロバート・ド・ロスチャイルド
サー・エヴェリン・ロバート・エイドリアン・ド・ロスチャイルド（英語: Sir Evelyn Robert Adrian de Rothschild、1931年8月29日 - 2022年11月8日）は、イギリスの銀行家、実業家。ロンドン・ロスチャイルド家の分流であり、2003年までN・M・ロスチャイルド&サンズの頭取を務めた。

## 経歴
1931年8月29日にロンドン・ロスチャイルド家の分流アンソニー・グスタフ・ド・ロスチャイルドの長男として生まれる。母はイヴォンヌ・リディア・ルイーザ・カーヘン・ダンヴェール。
ハーロー校を経てケンブリッジ大学トリニティ・カレッジに進学した。
1960年からN・M・ロスチャイルド&サンズの経営に参加した。当時の頭取は従兄弟のエドムンドであり、彼のもとレオポルド（エドムンドの弟）とともに投資部門の拡張に努め、「ロスチャイルド投資信託銀行（RIT）」を創設したが、やがてここは本家のジェイコブ（後の第4代ロスチャイルド男爵）が主導する部門となる。
ジェイコブの主導で外部からの資金が大量に流れ込むようになり、それを元手に積極的な企業買収が開始された。これによりN・M・ロスチャイルド&サンズの業績は急速に伸びた。またジェイコブはN・M・ロスチャイルド&サンズの本社ニューコート事務所が狭すぎるとして伝統的な建築からオフィスビルに立て直させた。
一方エヴェリンは伝統と堅実経営を好むタイプであり、ジェイコブのリスクを恐れないM&A路線に不安を感じていた。またエヴェリンの父アンソニーはN・M・ロスチャイルド&サンズの株式60％を保有していたが、ジェイコブの父ロスチャイルド卿ヴィクターは20％しか持っていなかったから、エヴェリンはジェイコブを独断専行に過ぎると考えていた。
二人の対立が深刻化する中の1975年に頭取のエドムンドが退任し、ロスチャイルド卿が新しい頭取となった。エヴェリンとジェイコブの対立の仲裁役となることを期待されての就任だったが、結局、ロスチャイルド卿は息子より筆頭株主エヴェリンを支持したのでジェイコブは1980年にRITとともにN・M・ロスチャイルド&サンズから独立することになった。その後ロスチャイルド卿はエヴェリンに頭取職を譲った。エヴェリンの主導のもと、N・M・ロスチャイルド&サンズは堅実経営に戻った。派手な企業買収こそなくなったが、順調に業績をあげたという。
1972年から1989年にかけては雑誌『エコノミスト』の社長も務めていた。1989年にはエリザベス女王よりナイトに叙され、名前にサーの称号を入れることになった。
2003年にN・M・ロスチャイルド&サンズ頭取を退任して引退した。この後、N・M・ロスチャイルド&サンズはパリ・ロチルド家（ロスチャイルドの仏語読み）の銀行と統合され、ロスチャイルド・コンティニュエーション・ホールディングスが創設され、ロチルド家当主ダヴィド・ド・ロチルド男爵がその頭取に就任している。
2022年11月8日、脳卒中の為死去した。

## 栄典
- 1989年、ナイト[1]
- 1994年、科学学士(B.Sc.)、経済学士 (B.Econ.)（ハル大学名誉学位）[1]
- 1999年、科学博士号(D.Sc.)（ロンドン大学名誉学位）[1]

## 家族
1966年にジャネット・エレン・ドロシー・ビショップ（Jeannette Ellen Dorothy Bishop）と結婚したが、1971年に離婚した。彼女との間に子供は無かった。1973年にヴィクトリア・ロウ・スコット（Victoria Lou Schott）と再婚し、彼女との間に以下の3子を儲けている。
- 第1子（長女）ジェシカ（Jessica）（1974年-）
- 第2子（長男）アンソニー・ジェームズ（英語版）（Anthony James）（1977年-）
- 第3子（次男）デヴィッド・メイアー（英語版）（David Mayer）（1978年-）

2000年にヴィクトリアと離婚し、 リン・フォースター（Lynn Forester）と再婚した。